# Наплімма
Наплімма (1-а пол. XV ст. до н. е.) — цар міста-держави Катна.

## Життєпис
Ймовірно, належав до гіксосів. Його попередник на троні невідомий. На той час Катна перебувала у сфері впливу держави Кадеш. Тому Наплімма доєднався до антиєгипетської коаліції на чолі з кадеським царем Дурушою. Напевне брав участь у битві при Мегіддо з фараоном Тутмосом III.
Згодом і далі підтримував Кадеша. Зрештою під час восьмого походу до Азії тутмос III у 1450/1446 році до н. е. зумів захопити Кадеш. Наплімма визнав зверхність Єгипту. Натомість залишився на троні. На честь цього влаштував змагання зі стрільби з лука, в якому вправним був фараон.
Започаткував культ богині Нінегал (місцевий аналог Інанни). Помер приблизно в 1440-х роках до н. е. Йому спадкував син Сінадду.